# Pétra (ort i Grekland, Epirus, Nomós Ioannínon)
Pétra (Petra) är en ort i Grekland.   Den ligger i prefekturen Nomós Ioannínon och regionen Epirus, i den centrala delen av landet, 300 km nordväst om huvudstaden Aten. Pétra ligger 1 067 meter över havet och antalet invånare är 153.
Terrängen runt Pétra är huvudsakligen kuperad, men åt sydost är den bergig. Runt Pétra är det glesbefolkat, med 16 invånare per kvadratkilometer. Närmaste större samhälle är Ioánnina, 19,2 km sydväst om Pétra. Omgivningarna runt Pétra är en mosaik av jordbruksmark och naturlig växtlighet.